# ロビー・ロジャース
ロビー・ロジャース（Robbie Rogers、1987年5月12日 - ）は、アメリカ合衆国・カリフォルニア州ランチョ・パロス・ベルデス出身の元プロサッカー選手。元サッカーアメリカ合衆国代表。現役時代のポジションはFW。
プロデューサーのグレッグ・バーランティは夫。

## 経歴

### クラブ
メリーランド大学カレッジパーク校では後に代表でもプレーするクリス・セイツ、モーリス・エドゥ、グラハム・ズシらとチームメイトだった。
大学サッカー部で1シーズンプレーした後、2006年8月にオランダに渡りSCヘーレンフェーンとプロ契約を締結した。しかし出場機会は全くなく、2007年2月に契約を解除しアメリカに帰国した。
2007年3月、ドラフトを経てコロンバス・クルーと契約を結んだ。2011年12月、契約満了によりコロンバス・クルーを退団。
コロンバス・クルー退団後、イギリスに渡りリーズ・ユナイテッドAFCのトライアルに2週間参加。2012年1月に正式に契約を結んだ。2012年8月、リーグ1のスティヴネイジFCにレンタル移籍。レンタル終了後、リーズとの契約も解消し退団。
リーズとの契約終了後、現役引退を発表。併せて同性愛者であることをカミングアウトした。
2013年5月、引退を撤回しロサンゼルス・ギャラクシーに入団。

### 代表
年代別の主要大会では2007 FIFA U-20ワールドカップ、2008年北京オリンピックに参加した。
2008年10月、2010 FIFAワールドカップ・北中米カリブ海予選のトリニダード・トバゴ代表戦でフル代表初招集。2009年1月のスウェーデン代表戦でフル代表初出場。

## タイトル
メリーランド大学
- NCAA男子ディビジョンIサッカーチャンピオンシップ (1): 2005

コロンバス・クルー
- MLSカップ (1): 2008
- サポーターズ・シールド (2): 2008, 2009

ロサンゼルス・ギャラクシー
- MLSカップ (1): 2014